# Marcus Sander Hansen
Pour les articles homonymes, voir Hansen.
Marcus Sander Hansen, né le 25 août 2000 à Greve Strand, est un coureur cycliste danois.

## Biographie
Après des vacances en France, Marcus Sander Hansen commence le cyclisme à l'âge de treize ans. À quatorze ans, il rejoint le Greve Cykle Club, avec lequel il réalise ses débuts en compétition. Sa compagne Rebecca Koerner est elle aussi coureuse cycliste.
En 2018, il termine notamment deuxième de la Nokere Koerse juniors ainsi que quatrième du championnat du Danemark sur route juniors. Il est également sélectionné à plusieurs reprises en équipe nationale. L'année suivante, il entre en catégorie espoirs et intègre le club OB Wiik-Dan Stillads. Il est ensuite recruté par l'équipe continentale danoise BHS-Almeborg Bornholm, qui l'incorpore dans son effectif de 2020. Actif sur route et sur piste, il prend la deuxième place du championnat du Danemark de scratch.
En 2021, il se classe cinquième d'une étape de la Course de la Paix espoirs et septième d'une étape de l'Étoile d'or, manches de la Coupe des Nations Espoirs. Il devient par ailleurs vice-champion du Danemark du contre-la-montre espoirs, derrière Johan Price-Pejtersen Au mois d'aout, il est annoncé que le coureur danois a signé un premier contrat professionnel de deux ans avec la formation Uno-X Pro pour les saisons 2023 et 2024.

## Palmarès sur route

### Par année
- 2018
  - 2e de la Nokere Koerse juniors
- 2020
  - 3e du Randers Bike Week
- 2021
  - 2e du championnat du Danemark du contre-la-montre espoirs
  - 3e de Løbet Skive
- 2022
  - 3e du PWZ Zuidenveld Tour
- 2025
  - Brugsen Askov Løbet
  - Tour d'Estonie : 
    - Classement général
    - 2e étape

  - Horsens Løbet

### Classements mondiaux
| Année                                 | 2019  | 2020  | 2021 | 2022  | 2023 | 2024  |
| ------------------------------------- | ----- | ----- | ---- | ----- | ---- | ----- |
| Classement mondial                    | 2755e | 1791e | 847e | 1455e | nc   | 1587e |
| UCI Europe Tour                       | 1715e | 1321e | 652e | 991e  | nc   | nc    |
|                                       |       |       |      |       |      |       |
| Légende : nc = non classéSource : UCI |       |       |      |       |      |       |

## Palmarès sur piste

### Championnats nationaux
- 2016
  - 3e du championnat du Danemark de poursuite par équipes
  - 3e du championnat du Danemark de l'omnium juniors
- 2018
  - 3e du championnat du Danemark de poursuite par équipes juniors
- 2020
  - 3e du championnat du Danemark de scratch